# Babycurus taramassoi
Espèce
Synonymes
- Babycurus patrizii Borelli, 1925
- Babycurus johnstonii ochraceus Masi, 1912
- Babycurus crassimanus Caporiacco, 1936

Babycurus taramassoi est une espèce de scorpions de la famille des Buthidae.

## Distribution
Cette espèce est endémique de Somalie. Elle se rencontre vers Afgoi et Giumbo.

## Description
La femelle holotype mesure 60 mm.
Babycurus taramassoi mesure de 60 à 74 mm.

## Étymologie
Cette espèce est nommée en l'honneur du lieutenant Taramasso.

## Publication originale
- Borelli, 1919 : « Missione per la frontiera Italo Etiopica sotto ii comando de! Capitano Carlo Citerni. Risulti zoologici. Scorpioni. » Annali del Museo civico di storia naturale Giacomo Doria, sér. 3, vol. 8, no 48, p. 359-381 (texte intégral).